# Canto da Sibila
O Canto da Sibila é um auto litúrgico baseado numa composição de canto gregoriano de origem medieval, pertencente ao tempo do Natal, outrora muito conhecido no sul da Europa mas que atualmente só sobrevive na tradição dos Países Catalães. O canto representa uma profecia da "Sibila" que descreve o Fim dos Tempos, a segunda vinda de Cristo e o Juízo Final. Em 2010, o "Cant de la Sibil·la" de Maiorca foi classificado como Património Cultural Imaterial da Humanidade pela UNESCO.

## Versões

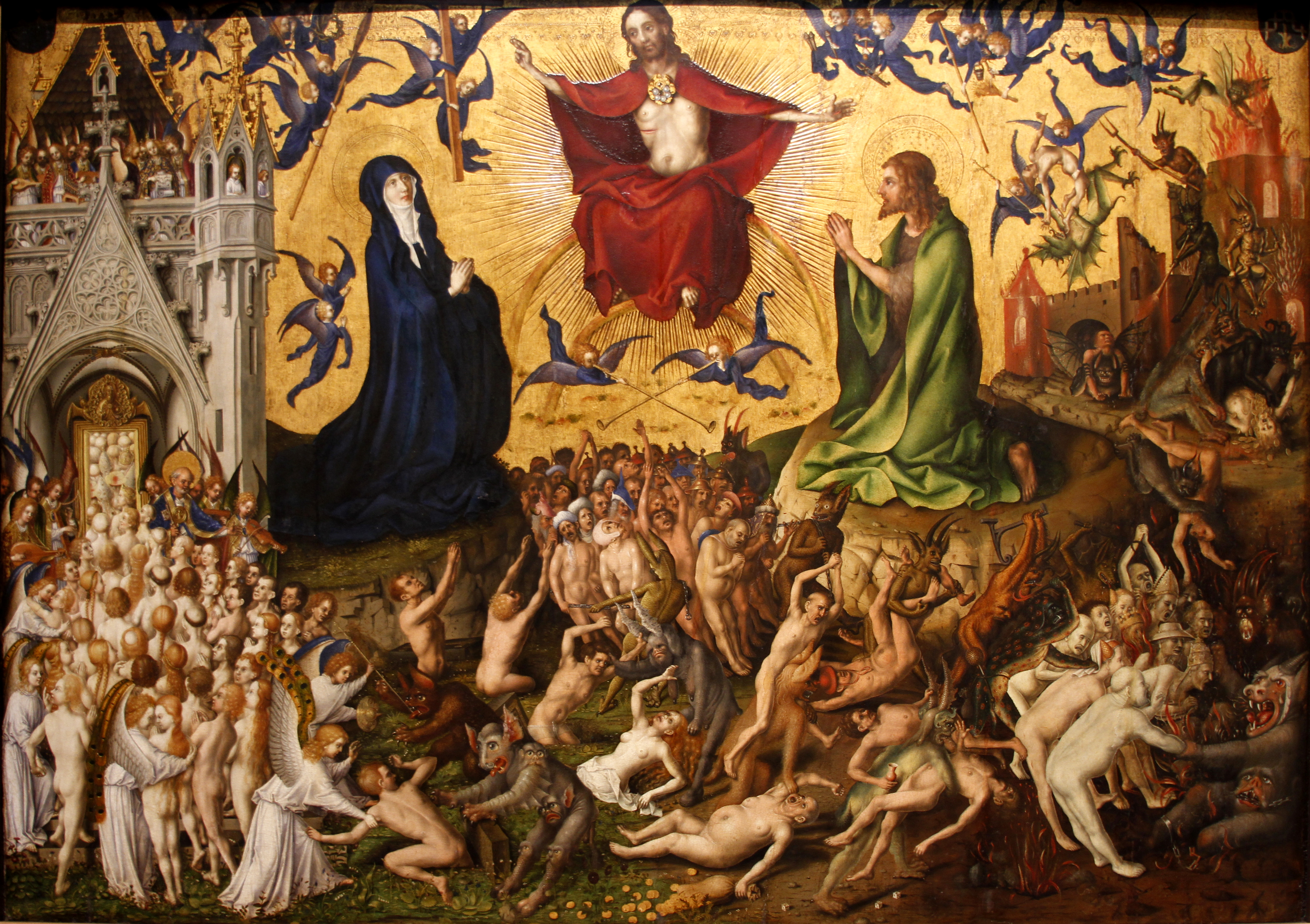
Stefan Lochner: Juízo Final (c. 1435), Museu Wallraf-Richartz.

A versão mais antiga, datada dos séculos IX—X, é o chamado "Canto da Sibila Latina" ou "Judicii Signum". A sua letra incorpora fragmentos retirados de um texto em latim no livro De Civitate Dei, que Santo Agostinho traduziu, imperfeitamente, de um poema acróstico em grego com o incipit Ἱδρώσει γὰρ χθών, κρίσεως σημεῖον ὅτ' ἔσται (Hidrṓsei gàr khthṓn, kríseōs sēmeîon hót' éstai) Esta versão serviu de inspiração para variantes distintas que surgiram num processo de transmissão e reinterpretação:
- "Canto da Sibila Provençal" – datada do século XII.[2]
- "Canto da Sibila Catalã" – Conjunto de várias versões que surgem documentadas desde o século XIII e que desde aí têm vindo a crescer na sua ornamentação e complexidade.[2][3]
- "Canto da Sibila Galaico" – É uma das Cantigas de Santa Maria (CSM 422) e, em verdade, não se trata de um "Canto da Sibila" mas de um contrafactum da composição latina, utilizando a mesma melodia num texto em galego-português. O poema é um apelo a Santa Maria para que proteja os orantes no dia do Juízo e interceda pelos mesmos junto do seu filho Jesus Cristo.[2][4]
- "Canto da Sibila Castelhano" – é um conjunto de versões dispersas em língua castelhana presentes, por exemplo, num cerimonial de Toledo de 1585.[2]

Em Portugal, embora nunca se tenham encontrado versões traduzidas em português, subsiste uma versão do canto latino proveniente da Sé de Braga.

## História
Desconhece-se a origem deste tipo de cantos. A versão original, um canto gregoriano em latim, é uma adaptação musical de uma profecia atribuída à Sibila Eritreia, originalmente escrita em grego mas traduzida para latim por Santo Agostinho. A melodia foi, aparentemente, fortemente influenciada pelo canto moçárabe (também chamado hispânico), tradicional na Península Ibérica.
Foi bastante popular durante a Idade Média no sul da Europa e subsistem alguns manuscritos que comprovam essa sua dispersão pelos atuais Portugal, Espanha, França e Itália. Cópias musicadas surgem a partir do século IX mas o canto só deve ter sido comum nos templos depois do século XII. Não existem evidências de que tenha sido dramatizado por essa altura. Esta versão deu origem a diversas traduções e adaptações em vernáculo nos séculos seguintes. A sua interpretação foi proibida pelas autoridades eclesiásticas no século XVI de acordo com o Concílio de Trento, mas o declínio foi, na maioria dos países bastante lento visto que o "Canto da Sibila" era ainda interpretado, por exemplo, em Toledo por volta do século XVIII e na Sé de Braga até ao século XX. Só nos Países Catalães o canto sobreviveu até à atualidade, com destaque para a ilha espanhola de Maiorca.

## Drama litúrgico de Maiorca

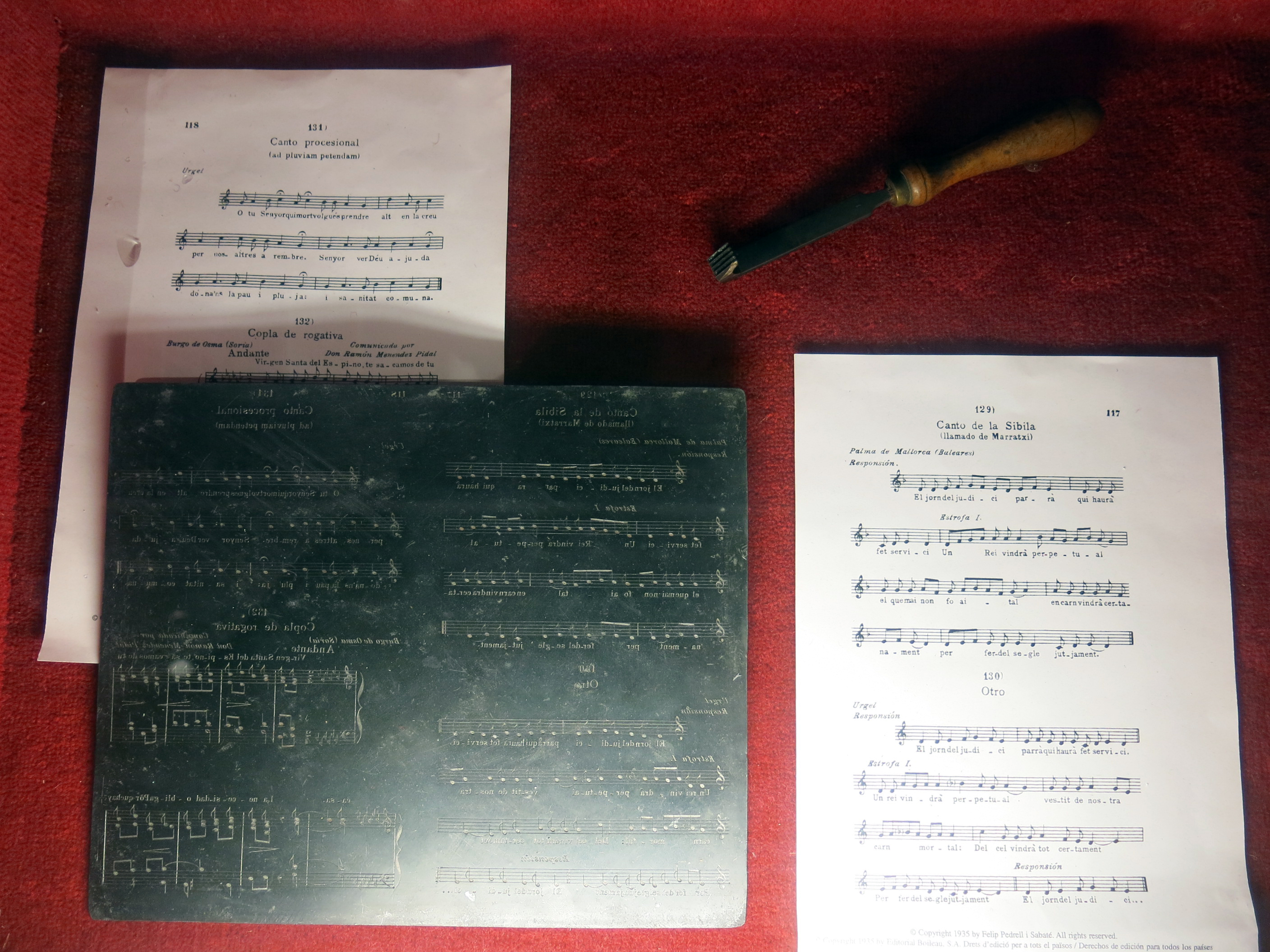
Elementos relacionados com a impressão musical do Canto da Sibila de Maiorca

As primeiras adaptações para a língua catalã estão documentadas desde o século XIII. No mesmo século, deve ter chegado a Maiorca aquando da reconquista da ilha. No século XVI a proibição do Concílio de Trento foi inicialmente cumprida, contudo, o canto foi restaurado poucos anos depois, em 1575. Hoje em dia as paróquias de Maiorca são os últimos locais que preservam uma tradição genuína do Canto da Sibila, recebendo por isso em 2010, da parte da UNESCO, a classificação como Património Cultural Imaterial da Humanidade.
Segundo essa tradição sobrevivente, o auto é realizado na noite de 24 de dezembro no interior de grande parte das igrejas da ilha.
A Sibila é tradicionalmente representada por um menino que canta sem acompanhamento instrumental (visto que estava vedado a mulheres o canto no interior dos templos e também não era autorizado o uso de instrumentos). Acompanhado de dois ou mais acólitos com velas, caminha até ao altar onde a “Sibila” faz reverência ao crucifixo e virando-se para a audiência começa o canto. Interlúdios musicais mais recentes, esses sim, com uso de polifonia e instrumentos, são frequentes. A “Sibila” segura na mão uma espada levantada enquanto canta e veste uma túnica, por vezes também uma capa e um chapéu.

## Letra

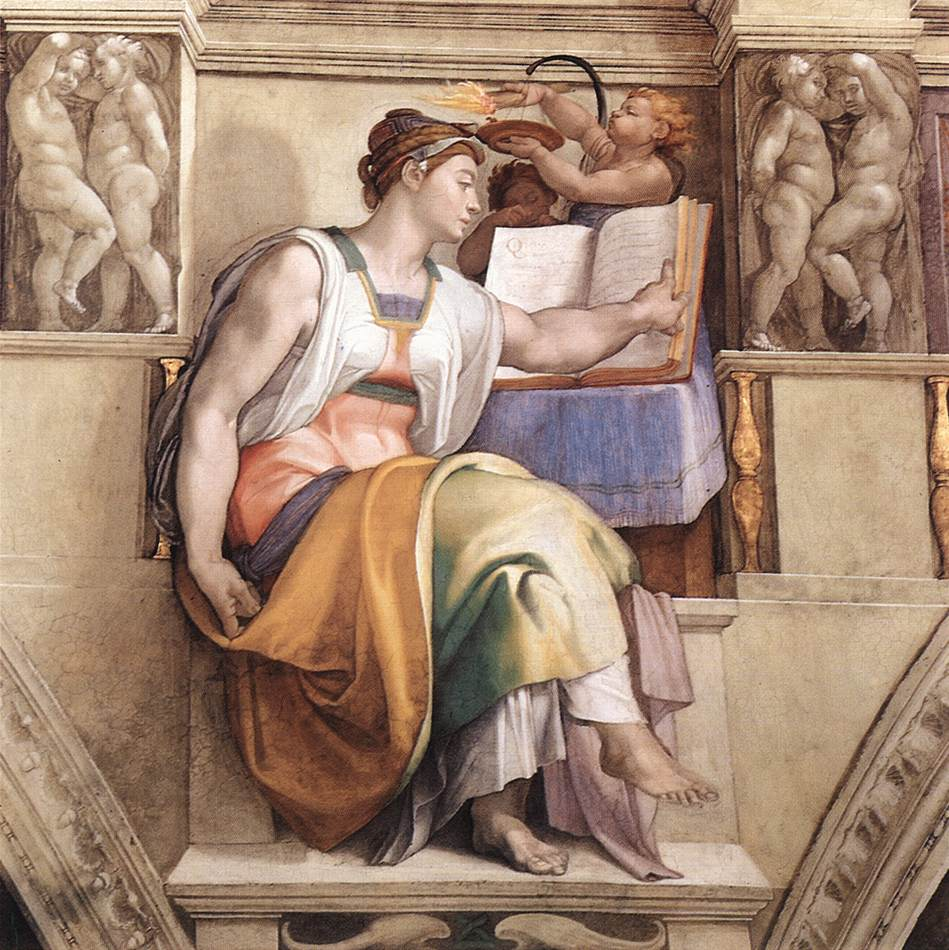
Michelangelo: Sibila Eritreia (1508-1512) no Teto da Capela Sistina.

| Sibila Latina                                                                               | Sibila de Maiorca |
| ------------------------------------------------------------------------------------------- | --- |
| Judicii signum: tellus sudore madescet                                                      | El jorn del judici parrà qui haurà fet servici. |
| E caelo Rex adveniet per saecla futurus Scilicet in carnem praesens ut judicet orbem        | Jesucrist, Rei universal, home i ver Déu eternal del cel vindrà per a jutjar i a cada u lo just darà. Gran foc del cel devallarà; mar, fonts i rius, tot cremarà. Los peixos donaran grans crits perdent los naturals delits. Ans del Judici l'Anticrist vindrà i tot lo món turment darà, i se farà com Déu servir i qui no el crega farà morir. Lo seu regnat serà molt breu; en aquell temps sots poder seu moriran màrtirs tots a un lloc aquells dos sants, Elíes i Enoc. Lo sol perdrà la claredat mostrant-se fosc i entelat, la lluna no darà claror i tot lo món serà tristor. Als mals dirà molt agrament: – Anau, maleïts, en el turment! Anau, anau al foc etern amb vostron príncep de l'infern. Als bons dirà: – Fills meus veníu! Benaventurats posseïu el regne que està aparellat des de que el món va ser creat. Oh humil Verge! Vos qui heu parit Jesús Infant aquesta nit, a vostro Fill vullau pregar que de lo infern nos vulla guardar. |
| Unde Deum cernent incredulus atque fidelis Celsum cum sanctis aevi jam termino in ipso      | Jesucrist, Rei universal, home i ver Déu eternal del cel vindrà per a jutjar i a cada u lo just darà. Gran foc del cel devallarà; mar, fonts i rius, tot cremarà. Los peixos donaran grans crits perdent los naturals delits. Ans del Judici l'Anticrist vindrà i tot lo món turment darà, i se farà com Déu servir i qui no el crega farà morir. Lo seu regnat serà molt breu; en aquell temps sots poder seu moriran màrtirs tots a un lloc aquells dos sants, Elíes i Enoc. Lo sol perdrà la claredat mostrant-se fosc i entelat, la lluna no darà claror i tot lo món serà tristor. Als mals dirà molt agrament: – Anau, maleïts, en el turment! Anau, anau al foc etern amb vostron príncep de l'infern. Als bons dirà: – Fills meus veníu! Benaventurats posseïu el regne que està aparellat des de que el món va ser creat. Oh humil Verge! Vos qui heu parit Jesús Infant aquesta nit, a vostro Fill vullau pregar que de lo infern nos vulla guardar. |
| Sic animae cum carne aderunt quas judicat ipse Cum jacet incultus densis in vepribus orbis  | Jesucrist, Rei universal, home i ver Déu eternal del cel vindrà per a jutjar i a cada u lo just darà. Gran foc del cel devallarà; mar, fonts i rius, tot cremarà. Los peixos donaran grans crits perdent los naturals delits. Ans del Judici l'Anticrist vindrà i tot lo món turment darà, i se farà com Déu servir i qui no el crega farà morir. Lo seu regnat serà molt breu; en aquell temps sots poder seu moriran màrtirs tots a un lloc aquells dos sants, Elíes i Enoc. Lo sol perdrà la claredat mostrant-se fosc i entelat, la lluna no darà claror i tot lo món serà tristor. Als mals dirà molt agrament: – Anau, maleïts, en el turment! Anau, anau al foc etern amb vostron príncep de l'infern. Als bons dirà: – Fills meus veníu! Benaventurats posseïu el regne que està aparellat des de que el món va ser creat. Oh humil Verge! Vos qui heu parit Jesús Infant aquesta nit, a vostro Fill vullau pregar que de lo infern nos vulla guardar. |
| Reicient simulacra viri cunctam quoque gazam Exurent terras ignis pontumque polumque        | Jesucrist, Rei universal, home i ver Déu eternal del cel vindrà per a jutjar i a cada u lo just darà. Gran foc del cel devallarà; mar, fonts i rius, tot cremarà. Los peixos donaran grans crits perdent los naturals delits. Ans del Judici l'Anticrist vindrà i tot lo món turment darà, i se farà com Déu servir i qui no el crega farà morir. Lo seu regnat serà molt breu; en aquell temps sots poder seu moriran màrtirs tots a un lloc aquells dos sants, Elíes i Enoc. Lo sol perdrà la claredat mostrant-se fosc i entelat, la lluna no darà claror i tot lo món serà tristor. Als mals dirà molt agrament: – Anau, maleïts, en el turment! Anau, anau al foc etern amb vostron príncep de l'infern. Als bons dirà: – Fills meus veníu! Benaventurats posseïu el regne que està aparellat des de que el món va ser creat. Oh humil Verge! Vos qui heu parit Jesús Infant aquesta nit, a vostro Fill vullau pregar que de lo infern nos vulla guardar. |
| Inquirens taetri portas effringet Averni Sanctorum sed enim cunctae lux libera carni        | Jesucrist, Rei universal, home i ver Déu eternal del cel vindrà per a jutjar i a cada u lo just darà. Gran foc del cel devallarà; mar, fonts i rius, tot cremarà. Los peixos donaran grans crits perdent los naturals delits. Ans del Judici l'Anticrist vindrà i tot lo món turment darà, i se farà com Déu servir i qui no el crega farà morir. Lo seu regnat serà molt breu; en aquell temps sots poder seu moriran màrtirs tots a un lloc aquells dos sants, Elíes i Enoc. Lo sol perdrà la claredat mostrant-se fosc i entelat, la lluna no darà claror i tot lo món serà tristor. Als mals dirà molt agrament: – Anau, maleïts, en el turment! Anau, anau al foc etern amb vostron príncep de l'infern. Als bons dirà: – Fills meus veníu! Benaventurats posseïu el regne que està aparellat des de que el món va ser creat. Oh humil Verge! Vos qui heu parit Jesús Infant aquesta nit, a vostro Fill vullau pregar que de lo infern nos vulla guardar. |
| Tradetur sontes aeterna flamma cremabit Occultos actus retegens tunc quisque loquetur       | Jesucrist, Rei universal, home i ver Déu eternal del cel vindrà per a jutjar i a cada u lo just darà. Gran foc del cel devallarà; mar, fonts i rius, tot cremarà. Los peixos donaran grans crits perdent los naturals delits. Ans del Judici l'Anticrist vindrà i tot lo món turment darà, i se farà com Déu servir i qui no el crega farà morir. Lo seu regnat serà molt breu; en aquell temps sots poder seu moriran màrtirs tots a un lloc aquells dos sants, Elíes i Enoc. Lo sol perdrà la claredat mostrant-se fosc i entelat, la lluna no darà claror i tot lo món serà tristor. Als mals dirà molt agrament: – Anau, maleïts, en el turment! Anau, anau al foc etern amb vostron príncep de l'infern. Als bons dirà: – Fills meus veníu! Benaventurats posseïu el regne que està aparellat des de que el món va ser creat. Oh humil Verge! Vos qui heu parit Jesús Infant aquesta nit, a vostro Fill vullau pregar que de lo infern nos vulla guardar. |
| Secreta atque Deus reserabit pectora luci Tunc erit et luctus stridebunt dentibus omnes     | Jesucrist, Rei universal, home i ver Déu eternal del cel vindrà per a jutjar i a cada u lo just darà. Gran foc del cel devallarà; mar, fonts i rius, tot cremarà. Los peixos donaran grans crits perdent los naturals delits. Ans del Judici l'Anticrist vindrà i tot lo món turment darà, i se farà com Déu servir i qui no el crega farà morir. Lo seu regnat serà molt breu; en aquell temps sots poder seu moriran màrtirs tots a un lloc aquells dos sants, Elíes i Enoc. Lo sol perdrà la claredat mostrant-se fosc i entelat, la lluna no darà claror i tot lo món serà tristor. Als mals dirà molt agrament: – Anau, maleïts, en el turment! Anau, anau al foc etern amb vostron príncep de l'infern. Als bons dirà: – Fills meus veníu! Benaventurats posseïu el regne que està aparellat des de que el món va ser creat. Oh humil Verge! Vos qui heu parit Jesús Infant aquesta nit, a vostro Fill vullau pregar que de lo infern nos vulla guardar. |
| Eripitur solis jubar et chorus interit astris Volvetur caelum lunaris splendor obibit       | Jesucrist, Rei universal, home i ver Déu eternal del cel vindrà per a jutjar i a cada u lo just darà. Gran foc del cel devallarà; mar, fonts i rius, tot cremarà. Los peixos donaran grans crits perdent los naturals delits. Ans del Judici l'Anticrist vindrà i tot lo món turment darà, i se farà com Déu servir i qui no el crega farà morir. Lo seu regnat serà molt breu; en aquell temps sots poder seu moriran màrtirs tots a un lloc aquells dos sants, Elíes i Enoc. Lo sol perdrà la claredat mostrant-se fosc i entelat, la lluna no darà claror i tot lo món serà tristor. Als mals dirà molt agrament: – Anau, maleïts, en el turment! Anau, anau al foc etern amb vostron príncep de l'infern. Als bons dirà: – Fills meus veníu! Benaventurats posseïu el regne que està aparellat des de que el món va ser creat. Oh humil Verge! Vos qui heu parit Jesús Infant aquesta nit, a vostro Fill vullau pregar que de lo infern nos vulla guardar. |
| Deiciet colles valles extollet ab imo Non erit in rebus hominum sublime vel altum           | Jesucrist, Rei universal, home i ver Déu eternal del cel vindrà per a jutjar i a cada u lo just darà. Gran foc del cel devallarà; mar, fonts i rius, tot cremarà. Los peixos donaran grans crits perdent los naturals delits. Ans del Judici l'Anticrist vindrà i tot lo món turment darà, i se farà com Déu servir i qui no el crega farà morir. Lo seu regnat serà molt breu; en aquell temps sots poder seu moriran màrtirs tots a un lloc aquells dos sants, Elíes i Enoc. Lo sol perdrà la claredat mostrant-se fosc i entelat, la lluna no darà claror i tot lo món serà tristor. Als mals dirà molt agrament: – Anau, maleïts, en el turment! Anau, anau al foc etern amb vostron príncep de l'infern. Als bons dirà: – Fills meus veníu! Benaventurats posseïu el regne que està aparellat des de que el món va ser creat. Oh humil Verge! Vos qui heu parit Jesús Infant aquesta nit, a vostro Fill vullau pregar que de lo infern nos vulla guardar. |
| Jam aequantur campis montes et caerula ponti Omnia cessabunt tellus confracta peribit       | Jesucrist, Rei universal, home i ver Déu eternal del cel vindrà per a jutjar i a cada u lo just darà. Gran foc del cel devallarà; mar, fonts i rius, tot cremarà. Los peixos donaran grans crits perdent los naturals delits. Ans del Judici l'Anticrist vindrà i tot lo món turment darà, i se farà com Déu servir i qui no el crega farà morir. Lo seu regnat serà molt breu; en aquell temps sots poder seu moriran màrtirs tots a un lloc aquells dos sants, Elíes i Enoc. Lo sol perdrà la claredat mostrant-se fosc i entelat, la lluna no darà claror i tot lo món serà tristor. Als mals dirà molt agrament: – Anau, maleïts, en el turment! Anau, anau al foc etern amb vostron príncep de l'infern. Als bons dirà: – Fills meus veníu! Benaventurats posseïu el regne que està aparellat des de que el món va ser creat. Oh humil Verge! Vos qui heu parit Jesús Infant aquesta nit, a vostro Fill vullau pregar que de lo infern nos vulla guardar. |
| Sic pariter fontes torrentur fluminaque igni Sed tuba tum sonitum tristem demittet ab alto  | Jesucrist, Rei universal, home i ver Déu eternal del cel vindrà per a jutjar i a cada u lo just darà. Gran foc del cel devallarà; mar, fonts i rius, tot cremarà. Los peixos donaran grans crits perdent los naturals delits. Ans del Judici l'Anticrist vindrà i tot lo món turment darà, i se farà com Déu servir i qui no el crega farà morir. Lo seu regnat serà molt breu; en aquell temps sots poder seu moriran màrtirs tots a un lloc aquells dos sants, Elíes i Enoc. Lo sol perdrà la claredat mostrant-se fosc i entelat, la lluna no darà claror i tot lo món serà tristor. Als mals dirà molt agrament: – Anau, maleïts, en el turment! Anau, anau al foc etern amb vostron príncep de l'infern. Als bons dirà: – Fills meus veníu! Benaventurats posseïu el regne que està aparellat des de que el món va ser creat. Oh humil Verge! Vos qui heu parit Jesús Infant aquesta nit, a vostro Fill vullau pregar que de lo infern nos vulla guardar. |
| Orbe gemens facinus miserum variosque labores Tartareumque chaos monstrabit terra dehiscens | Jesucrist, Rei universal, home i ver Déu eternal del cel vindrà per a jutjar i a cada u lo just darà. Gran foc del cel devallarà; mar, fonts i rius, tot cremarà. Los peixos donaran grans crits perdent los naturals delits. Ans del Judici l'Anticrist vindrà i tot lo món turment darà, i se farà com Déu servir i qui no el crega farà morir. Lo seu regnat serà molt breu; en aquell temps sots poder seu moriran màrtirs tots a un lloc aquells dos sants, Elíes i Enoc. Lo sol perdrà la claredat mostrant-se fosc i entelat, la lluna no darà claror i tot lo món serà tristor. Als mals dirà molt agrament: – Anau, maleïts, en el turment! Anau, anau al foc etern amb vostron príncep de l'infern. Als bons dirà: – Fills meus veníu! Benaventurats posseïu el regne que està aparellat des de que el món va ser creat. Oh humil Verge! Vos qui heu parit Jesús Infant aquesta nit, a vostro Fill vullau pregar que de lo infern nos vulla guardar. |
| Et coram hic Domino reges sistentur ad unum Recidet e caelis ignisque et sulphuris amnis    | Jesucrist, Rei universal, home i ver Déu eternal del cel vindrà per a jutjar i a cada u lo just darà. Gran foc del cel devallarà; mar, fonts i rius, tot cremarà. Los peixos donaran grans crits perdent los naturals delits. Ans del Judici l'Anticrist vindrà i tot lo món turment darà, i se farà com Déu servir i qui no el crega farà morir. Lo seu regnat serà molt breu; en aquell temps sots poder seu moriran màrtirs tots a un lloc aquells dos sants, Elíes i Enoc. Lo sol perdrà la claredat mostrant-se fosc i entelat, la lluna no darà claror i tot lo món serà tristor. Als mals dirà molt agrament: – Anau, maleïts, en el turment! Anau, anau al foc etern amb vostron príncep de l'infern. Als bons dirà: – Fills meus veníu! Benaventurats posseïu el regne que està aparellat des de que el món va ser creat. Oh humil Verge! Vos qui heu parit Jesús Infant aquesta nit, a vostro Fill vullau pregar que de lo infern nos vulla guardar. |

## Gravações
Foram vários os grupos que realizaram gravações das diversas versões tanto na forma completa como fragmentária. Destacam-se a coleção de Jordi Savall com Montserrat Figueras e La Capella Reial de Catalunya que gravaram em 1989 e 1996 dois álbuns monumentais: "Cant de la Sibil·la" (com versões integrais da Sibila Latina, Sibila Provençal e Sibila Catalã) e "El Canto de la Sibilla II" (com versões integrais da Sibila Galaica e Sibila Castelhana).
O "Canto da Sibila segundo a tradição bracarense" foi interpretado pelo grupo Vozes Alfonsinas.